# Новосёлки (Воронежская область)
Новосёлки — посёлок в Новоусманском районе Воронежской области.
Входит в состав Хлебенского сельского поселения.

## Климат
Климат умеренно континентальный. Количество осадков колеблется от 500 до 650 мм ртутного столба. Населенный пункт располагается в лесостепной зоне.

## История
Поселок Новосёлки является частью Хлебенского сельского поселения Новоусманского района.
Есть сведения, что с этим селом связано имя воронежского помещика Наркиза Антоновича Обнинского (1794—1863). Он был знаком с владельцем имения в Бутурлиновке — Петром Дмитриевичем Бутурлиным (1794—1853), одногодки оба участники войны 1812 года. Впоследствии Обнинский купил у Бутурлиных имение Белкино в Калужской области.